# Åke Holmberg
Åke Holmberg (ur. 31 maja 1907 w Sztokholmie, zm. 9 września 1991) – szwedzki pisarz, autor tłumaczonej na wiele języków świata, w tym na język polski, powstałej w latach 1948–1973 serii powieści przygodowych dla dzieci o prywatnym detektywie ze Sztokholmu Ture Sventonie. Książki o Ture Sventonie zostały sfilmowane w 1972 roku.

## Polskie wydania książek o Ture Sventonie
- Latający detektyw, wydanie 1: Nasza Księgarnia, Warszawa 1975; wydanie 2: Wydawnictwo Dwie Siostry, Warszawa 2012, oryginał Ture Sventon, privatdetektiv, 1948[2]
- Detektyw na pustyni, wydanie 1: Nasza Księgarnia, Warszawa 1975; wydanie 2: Wydawnictwo Dwie Siostry, Warszawa 2008, oryginał Ture Sventon i öknen, 1949[3]
- Ture Sventon w Paryżu oryginał Ture Sventon i Paris, 1953[4]
- Ture Sventon w Sztokholmie, wydanie 1: Nasza Księgarnia, Warszawa 1976; wydanie 2: Wydawnictwo Dwie Siostry, Warszawa 2012, oryginał Ture Sventon i Stockholm, 1954[5],
- Ture Sventon i Izabella, oryginał Ture Sventon och Isabella, 1955[6]

## Inne
- Ture Sventon i guldgrävarens hus, 1952
- Ture Sventon i spökhuset
- Ture Sventon i varhuset
- Ture Sventon i Venedig